# Almedíjar
Almedíjar là một đô thị trong tỉnh Castellón, Cộng đồng Valencia, Tây Ban Nha. Đô thị Almedíjar có diện tích 20,9 km², dân số theo điều tra năm 2010 của Viện thống kê quốc gia Tây Ban Nha là 267 người. Đô thị Almedíjar nằm ở khu vực có độ cao 411 mét trên mực nước biển.